# Trust: Le Best Of
Pour les articles homonymes, voir Best of.
Albums de Trust
13 à table
(2008) À l'Olympia
(2009)
Trust - Le Best Of est une compilation CD/DVD de Trust disponible depuis 2008. C'est un album qui regroupe dix-sept chansons du groupe.
On y retrouve notamment "Antisocial", "L'Élite" et une version inédite de "Antisocial" chantée en anglais par les membres du groupe.

## Titres

### CD
| No  | Titre                         | Durée |
| --- | ----------------------------- | ----- |
| 1.  | Antisocial                    | 5:10  |
| 2.  | Police Milice                 | 2:22  |
| 3.  | Préfabriqués                  | 2:59  |
| 4.  | Bosser huit heures            | 3:29  |
| 5.  | Le Matteur                    | 3:00  |
| 6.  | Le Mitard                     | 5:14  |
| 7.  | L'Élite                       | 3:55  |
| 8.  | Idéal                         | 4:24  |
| 9.  | Les Brutes                    | 5:45  |
| 10. | Ton dernier acte              | 5:12  |
| 11. | Monsieur Comédie              | 3:25  |
| 12. | Toujours pas une tune         | 2:48  |
| 13. | Ride On                       | 6:45  |
| 14. | Saumur                        | 5:52  |
| 15. | Darquier                      | 3:16  |
| 16. | Sors tes griffes              | 4:11  |
| 17. | Antisocial [Version Anglaise] | 5:02  |

### DVD
- Fatalité
- Le Mitard
- Monsieur Comédie
- Bosser Huit Heures
- L'Élite